# 完颜长乐
完颜长乐（12世纪—1193年），封泽国公主，金國公主，金世宗之女。
泽国公主是郑王完颜永蹈妹，两人是否同出于元妃李氏，无考。完颜长乐下嫁驸马都尉蒲剌睹。河南统军使仆散揆尚永蹈同母妹韩国公主。1193年，完颜永蹈谋取河南军以助他反對金章宗，与泽国公主完颜长乐同谋，使驸马都尉蒲剌睹致书仆散揆，先请婚交好，以观其意。仆散揆拒不许结婚，使者不敢再言謀反的事。完颜永蹈家奴董寿勸谏完颜永蹈，完颜永蹈不听。董寿告訴同辈奴千家奴，千家奴上告事变。當时，完颜永蹈在京师，金章宗诏平章政事完颜守贞、参知政事胥持国、户部尚书杨伯通、知大兴府事尼庞古鉴審问，牽连甚众，久不能决。右丞相夹谷清臣上奏：“事贵速绝，以安人心。”于是，赐完颜永蹈及妃卞玉，二子完颜按春、完颜阿辛，泽国公主完顏长乐自尽。蒲剌睹、崔温、郭谏、马太初等伏诛。仆散揆除名。董寿免死，隶监籍。千家奴赏钱二千贯，特迁五官杂班叙使。